# Tradizioni popolari di Nuoro
(Grazia Deledda, Autori vari, Rivista delle tradizioni popolari italiane - Anno III. A cura di Angelo De Gubernatis. Bologna, Forni, 1894.)
Tradizioni popolari di Nuoro è una raccolta di saggi etnografici pubblicati da Grazia Deledda poco più che ventenne,
originariamente in dodici puntate, dal 1893 al 1895, sulla Rivista delle tradizioni popolari italiane, diretta in Firenze da Angelo de Gubernatis, e in seguito in volume presso l'editore Forzani di Roma, datato 1894 ma effettivamente uscito nel 1895.
Gli usi e i costumi dei sardi della zona centrale montana del Nuorese sono individuati dalla giovane Deledda nei luoghi e nei modi del vivere in casa (dall'arredamento agli utensili e al cibo preparato nelle occasioni festive e quotidiane) e nei campi, nella religiosità e nelle superstizioni, nei modi di dire e nei proverbi, nelle imprecazioni e implorazioni, nei canti sacri e profani.
La ricerca e la sistemazione di questi dati in una rivista scientifica dell'epoca sono stati visti, tra l'altro, all'origine della precisione etnografica con cui la Deledda matura tratterà nei suoi romanzi molti aspetti della vita tradizionale della Barbagia in Sardegna.

## Edizioni
- Grazia Deledda, Tradizioni popolari di Nuoro in Sardegna, in Rivista delle tradizioni popolari italiane, a. I, fascc. I, IX-XII; a. II, fascc. I-VI, Roma, Tipografia Forzani & C., 1893-1895
- Grazia Deledda, Tradizioni popolari di Nuoro in Sardegna, Roma, Forzani e C. Tipografi del Senato, 1895 [in frontespizio: 1894]
- Grazia Deledda, Tradizioni popolari di Nuoro, a cura e con Prefazione di Giulio Angioni, Nuoro, Ilisso, Bibliotheca Sarda, 2010, ISBN 978-88-6202-077-0
- Grazia Deledda, Tradizioni popolari di Nuoro in Sardegna, cura e Nota al testo (pp. 181-195) di Giancarlo Porcu, Nuoro, Il Maestrale, 2024, ISBN 978-88-6429-224-3